# توني آرثر
توني آرثر (بالإنجليزية: Toni Arthur)‏ هي مقدمة تلفزيونية ومخرجة بريطانية، ولدت في 27 ديسمبر 1940.

## وصلات خارجية
- توني آرثر على موقع IMDb (الإنجليزية)
- توني آرثر على موقع ميوزك برينز (الإنجليزية)